# Борислав Ганчев
Борислав Иванов Ганчев е български поет, сатирик, детски писател. Илюстратор и карикатурист на някои от книгите си. Известен е и под псевдонима Борко Бърборко.

## Биография
Борислав Иванов Ганчев е роден на 9 ноември 1959 г. в гр. Хисаря, обл. Пловдивска. Има педагогическо образование. Завършил е УИ „Кирил и Методий“, гр. Дупница (Станке Димитров), със специалност учител по изобразително изкуство и трудово обучение. Работил е като учител, а сега – в община Хисаря. Живее и твори в родния си град. Инициатор за създаването и председател на литературен клуб „Извор“ към НЧ „Иван Вазов – 1904 г.“ – гр. Хисаря от 2004 г. Член на Съюза на българските писатели.

## Творчество
Започва творческия си път като сатирик през младежките си години. Пише предимно за деца (под псевдонима Борко Бърборко), но също сатира и лирика – епиграми, сатирични миниатюри и стихотворения. Отделни творби на Борислав Ганчев са включени в литературни сборници за детска, хумористична и лирична поезия, в учебни помагала и в учебниците за начален етап на българското образование. Негови публикации намират място в местния, регионален и централен периодичен печат („Стършел“, под псевдонимите БОРКОР и Баснописец Хлабав, „Тримата глупаци“, „Луд труд“, „Папагал“, „Пардон“, „Кукуригу“, „Смях“, „Втора младост“, „Златна възраст“, „Всичко за жената“, „Вечерни новини“, „Кооперативно село“, „Трудово дело“, Пулс“, „Рибар“, „Читалищен вестник“, сп. „Читалище“, „Венче“, „Автограф“ – Бургас, „Веселяк“ – Враца, „КИЛ“ – Варна, „Трета възраст“, под псевдонимите Аборигенски БГ и Баснописец Хлабав, „Пенсионери“, „Марица“, „Отечествен глас“, „Комсомолска искра“ – Пловдив, „Всичко за семейството“, „Про и анти“ и др.), излъчвани са по радиа и телевизии. Активно участва и в литературните сайтове HuLite.net под псевдонима 4erGologan, Otkrovenia.com под псевдонима aborigen, StihoveBG.com (aborigen), LiterNet, Литературен свят и др.
По текстове на Борислав Ганчев са композирани детски („Плувец голям“, „Плажна криенка“, „Плажно ревю“, „Хайде, тате“) и хумористични песни („Митничарски химн“, „Страхотно маце“). Илюстратор на голяма част от детските му книжки е художничката от Силистра Велина Даскалова.
Провел е десетки срещи „на живо“ с деца, ученици и възрастни в училища и читалища из цялата страна. Награждаван е многократно като участник в престижни литературни конкурси.

## Произведения

### Сатирични книги
- „Безсмислен бой“ (2004)
- „Копнежи и бодежи“ (2005)
- „Копнежи и бодежи-2“ (2006)
- „Тюрлюгювеч“ (2006)
- „Управата на птичата държава“ (2020)
- „Взетата баня“ (2021)
- „Човещина“ (2021)

### Книги за деца
- „Аз уча азбуката с гатанки“ (2010)
- „Свири, щурче“ (2010)
- „Какъв да стана“ (2011)
- „Гатанки от А до Я“ (2011)
- „Смятанки от 1 до 10“ (2011)
- „Бамбо велосипедист“ (2012)
- „Червенобуз юнак“ (2012)
- „Правилата опознай“ (2012)
- „От зима до есен с усмивка и песен“ (2012)
- „Zорко супермен“ (2012)
- „Черга пъстроцветна“ (2013)
- „Ха, познай де“ (2013)
- „Дъхава китка“ (2013)
- „Весел карнавал“ (2013)
- „Какъв съм аз“ (2014)
- „Шарено хорце“ (2014)
- „Книжка за оцветяване с гатанки 1“ (2015)
- „Книжка за оцветяване с гатанки 2“ (2015)
- „Календар-гатанкар“ (2015)
- „Вълшебна пръчица“ (2015)
- „Досетливко на път“ (2015)
- „Досетливко на училище“ (2015)
- „Досетливко и зимата“ (2015)
- „Коледата на Досетливко“ (2015)
- „Другарчета чудесни“ (2017)
- „Весел свят, кн. 1“ (2017)
- „Весел свят, кн. 2“ (2018)
- „Пъстра пътечка“ (2020)
- „Мързелан преструван, приказки и басни, кн. 1“ (2020)
- „Дресираният цар, приказки и басни, кн. 2“ (2020)
- „Рунтавата танцьорка, приказки и басни, кн. 3“ (2021)
- „Приятели“, приказки и басни, кн. 4" (2021)
- „Дий, Марко, приказки и басни, кн. 5“ (2022)
- „Малкият дявол, приказки и басни, кн. 6“ (2022)
- „Пощръклялото магаре, приказки и басни, кн. 7“ (2022)
- „Посмали, манго, приказки и басни, кн. 8“ (2022)
- „Жалостивият крокодил, приказки и басни, кн. 9“ (2022)
- „Гатанки-премятанки“ (2022)
- „Червенобуз юнак“, 2-ро доп. изд. (2022)
- „Правилата опознай“, 2-ро доп. изд. (2022)
- „Гатанки и смятанки“ (2022)
- „Пъстра пътечка“, 2-ро доп. изд. (2022)
- „Избори в гората, приказки и гатанки в рими, кн. 1“ (2022)
- „Весели случки-поучки, стихчета за деца със смешни именца, кн. 1“ (2022)
- „Аз съм досетливко“, гатанки, кн. 1 (2023)
- „Аз съм досетливко“, гатанки, кн. 2 (2023)
- „Меца младоженка“, приказки и гатанки в рими, кн. 2 (2023)
- „Весели случки-поучки“, стихчета за деца със смешни именца, кн. 2 (2023)
- „Разкъсаната черга“, приказки и гатанки в рими, кн. 3 (2023)
- „Весели случки-поучки“, стихчета за деца със смешни именца, кн. 3 (2023)
- „Късоух смелчак“, лъжливи гатанки, стихчета за домашни любимци (2024)
- „Искрици от България“, стихчета и гатанки за Родината (2024)
- „Весели животни“, гатанки от А до Я, стихчета-усмихчета кн. 1 (2024)
- „Случки в гората“, приказки и гатанки в рими, кн. 4 (2024)
- „Весели животни“, лъженки, гатанки, стихчета, басни, кн. 2 (2024)
- „Спасената русалка“, приказки и гатанки в рими, кн. 5 (2024)
- „Чистница свинка“, лъжливи мини приказки и гатанки в рими, (2024)
- „8 приказки любими, претворени в рими & гатанки за приказни герои“ (2024)
- „Празници любими“, стихчета за празниците на България (2024)
- „Досети се сам“, загадки, смешки, стихчета чудати за мен, за кака и за бати (2025)

### Стихосбирки
- „Фениксът любов“ (2018)
- „Свят за двама“ /в съавторство с Бета Наур/ (2018)
- „Очите ти“ (2019)

### Публикации в литературни сборници
- Светулки в тунел, 2001, с. 48 – 49
- Светулки в тунел, 2002, с. 32
- За един по-човечен свят, 2003, с. 54
- Светулки в тунел, 2003, с. 41 – 42
- За един по-човечен свят, 2004, с. 71 – 72
- Светулки в тунел, 2004, с. 33
- Извор. Хисарски литературен сборник, 2006, с. 69 – 75
- Кубрат 07, 2007, с. 11 – 12
- Морски таралежи, 2007, с. 109 – 110
- Гр. Кубрат 08, 2008, с. 8
- Луд на шарено се радва, 2009, с. 67
- Мисли и афоризми от български автори, 2009, с. 217
- Нова българска поезия, 2009, с. 26 – 27
- Да научим децата да четат отново, 2010, с. 6, 40
- Планински рими, 2011, с. 42 – 43
- Поетичен кръговрат Есен, 2011, с. 21, 26, 56, 57, 76
- Поетичен кръговрат Лято, 2011, с. 22, 27, 31, 52, 67
- Поетичен кръговрат Пролет, 2011, с. 39, 79, 91
- България в моя детски свят, с. 14, 24, 26, 28
- Коледен гост, 2015, с. 8
- Извор. Втори хисарски литературен сборник, 2016, с. 17 – 22
- Здравей първокласник, звънчето запя, 2017, с. 1 – 16
- На изповед пред Дякона, 2017, с. 89 – 90
- Алманах „Хумор и сатира“, 2018, с. 233
- Езоп – свободата на роба, 2018, с. 22 – 23
- Алманах „Цветя от ангели“, 2019, с. 53 – 55
- Сборник „Хумор и сатира“, гр. Кубрат, 2020, с. 23 – 26
- Родолюбив буквар, 2020, с. 12, 16, 20
- Алманах 165, 2022, с. 620 – 621

## Награди
- Първа награда за книжката „Свири щурче“ от Първи конкурс „Да върнем книгите в ръцете на децата“, Гоце Делчев, 2010 г.
- Първа награда за стихотворението „Еднакви по сърце“ от Първи конкурс „Едно пътуване около света“, 2011 г.
- Втора награда за хумористично стихотворение от Националния конкурс за хумор и сатира, Кубрат, 2015 г.
- Първа награда за кратки форми от Националния конкурс за хумор и сатира, Кубрат, 2016 г.
- „Златно перо 2020“ за чуждестранен автор в категория „Неиздадена поезия за деца“ за книгата „Пъстра пътечка“ от Международния конкурс за поезия „Златно перо“ гр. Битоля, Р. Северна Македония, 2020 г.